# Isaac Wilkinson
Pour les articles homonymes, voir Wilkinson.
Isaac Wilkinson (baptisé le 6 mai 1695 - 31 janvier 1784) est un industriel britannique, l'un des fondateurs de l'industrie de l'acier en Grande-Bretagne et un pionnier de la Révolution industrielle. Son fils John va perpétuer la tradition familiale, alors que sa fille Mary épouse le célèbre pasteur et chimiste britannique Joseph Priestley, en 1762.
Il est né dans la petite ville minière de Washington, dans le comté de Durham au cœur des mines de charbon de Newcastle. À l'âge de 9 ans, il a déjà perdu ses deux parents et c'est son frère, marchand de laine qui élève les six enfants. Presbythérien, il reçoit un peu d'éducation et part en apprentissage chez un fondeur de Swalwell works, où il devient ouvrier qualifié.

## Cumberland et Lancashire
Entre 1721 et 1723, Isaac Wilkinson, qui n'a pas encore d'enfants, s'installe à Workington où il travaille à la fonderie Little Clifton furnace, où il produit probablement de la fonte au coke et part en 1735 pour la fonderie de Backbarrow, dans le nord du Lancashire qui fonctionne au charbon de bois, achetant de l'acier qu'il revend sous forme de ses propres produits.
In 1738, il dépose un brevet pour une boite en acier à fabriquer et adoucir le lin, mais est suspecté de savoir qu'elle ne fonctionnerait pas et s'associe avec son fils John Wilkinson pour la production de fonte mais se voit accusé de « créativité comptable » au détriment de son frère.
La société fait faillite et il s'installe à Cartmel, prend des parts dans la Lowwood iron company, qu'il accusera d'avoir débauché des salariés qualifiés de ses autres entreprises.
En 1748, son fils aîné John Wilkinson trouve du travail dans une fonderie des Midlands, où il met en place la fonte au coke.

## Mines de charbon du Pays de Galles
En 1753, il émigre Bersham, près de Wrexham au Pays de Galles, où il opère la fonderie Bersham Ironworks, avec son fils, le fabricant de drap Edward Blakeway et d'autres, déposant en 1757 un nouveau brevet pour une colonne d'eau. Edward Blakeway fait faillite en 1759 et ses parts sont transférées à sa belle-fille Mary Lee, qui épouse John Wilkinson en 1763. Depuis une vingtaine d'années, cette fonderie tente la fonte au coke, avec des résultats médiocres, mais obtient des contrats de la Royal Navy.
Isaac Wilkinson dépose un nouveau brevet en 1758, pour la préparation du coke en vue de la fonte au coke, et obtient entre 1759 et 1771 des contrats sur les fonderies galloises, en particulier à Dowlais créé en 1759 près de Merthyr Tydfil et Plymouth. Il échoue dans un premier temps mais contribue peu après au succès d'Anthony Bacon, qui reprend ces fonderies et sera responsable de l'émergence de Merthyr Tydfil et rachètera en 1766 la fonderie de Plymouth pour se procurer de la fonte. 
L'entreprise Cyfarthfa Ironworks, fondée en 1765 par le médecin et scientifique William Brownrigg, auteur d'un traité sur manufacture de sel, avec Anthony Bacon rachète 4 000 acres à Cyfarthfa, à huit miles de Merthyr Tydfil et reprend les compétences de la famille Wilkinson tout en la concurrençant, ce qui provoque des tensions familiales entre le père et le fils Wilkinson. Isaac Wilkinson entra en conflit judiciaire avec ses propres fils John Wilkinson et William Wilkinson dès 1763 lorsque la fin de la guerre de Sept Ans assécha la demande d'armes et dut partir à Bristol où il mourut endetté en 1784.
Entre 1773 et 1776, lorsqu'en prévision de la Guerre d'indépendance les commandes de canon pour la Royal Navy passent de la Carron Company, de John Roebuck, à Cyfarthfa Ironworks, faute d'avoir pu obtenir directement des commandes auprès du gouvernement, c'est donc son fils John Wilkinson qui assure les contrats de livraison de fonte pour William Brownrigg et Anthony Bacon. Le temps presse car le gouvernement est tenté par de larges importations de Russie et de Suède à des prix élevés.
Craignant des problèmes, le négociant Edward Jones suggère cependant au gouvernement de se tourner vers d'autres fournisseurs.  Son fils John Wilkinson va alors trouver un autre marché, celui des cylindres pour machines à vapeur que lui proposent James Watt et Matthew Boulton, dont le brevet expire en 1800. John Wilkinson a un brevet qui les intéresse au plus haut point : une machine à aléser permettant d'assurer la sécurité des cylindres et de faire monter la pression. Mais il tombe dans le travers de son père en vendant secrètement des cylindres à des concurrents, John Wilkinson et se met en difficulté. 
La famille Wilkinson sera aussi récompensée de ses efforts en France. Symboliquement, Gabriel Jars en 1768, puis le gouvernement français en 1781, vont demander à William Wilkinson de travailler sur la technologie de la fabrique de canon d'Indret et de la fonderie qui doit l'alimenter au Creusot. En 1782, Anthony Bacon, qui a entretemps racheté plusieurs fonderies des environs, doit passer la main à Francis Homfray pour éviter un conflit d'intérêts car il est député au Parlement britannique et une nouvelle loi de 1782 interdit de bénéficier de commandes de l'État à qui est député. La fonderie sera reprise en 1784 par Richard Crawshay (1739 - 1810).